# Союз МС-15
Союз МС-15 (№ 744, ISS-61S) — здійснений 25 вересня 2019 року запуск пілотованого космічного корабля до міжнародної космічної станції, під час якого доставлено двох учасників експедиції МКС-61/62 та одного учасника експедиції відвідування-19. Вперше у космос полетів громадянин з Об'єднаних Арабських Еміратів. Запуск здійснено востаннє за допомогою ракети-носія «Союз-ФГ» з космодрому Байконур. Під час подальших запусків планують використовувати ракету «Союз-2.1а». Тривалість польоту корабля склала понад 204 доби.

## Екіпаж
| Олег Скрипочка    | Командир екіпажу | 3 | Роскосмос |
| Джессіка Меїр     | Бортінженер № 1  | 1 | НАСА      |
| Хазза аль-Мансурі | Бортінженер № 2  | 1 | MBRSC     |

| Сергій Рижиков    | Командир екіпажу | 2 | Роскосмос |
| Томас Маршберн    | Бортінженер № 1  | 3 | НАСА      |
| Султан Аль-Нейаді | Бортінженер № 2  | 1 | MBRSC     |

| Олег Скрипочка | Командир екіпажу | 3 | Роскосмос |
| Джессіка Меїр  | Бортінженер № 1  | 1 | НАСА      |
| Ендрю Морган   | Бортінженер № 2  | 1 | НАСА      |

## Запуск та політ
Запуск здійснено з Байконуру 25 вересня 2019 року о 13:57:43 (UTC). Програмою польоту було передбачено зближення з МКС протягом 4 обертів. Стикування відбулося в автоматичному режимі приблизно через 6 год. після запуску — о 19:45 (UTC). О 21:13 (UTC) космонавти перейшли на борт МКС.
Корабель із трьома космонавтами на борту відстикувався від МКС 17 квітня 2020 о 01:53 (UTC) та за декілька годин, о 05:16 (UTC), успішно прихемлився на території Казахстану.

## Галерея

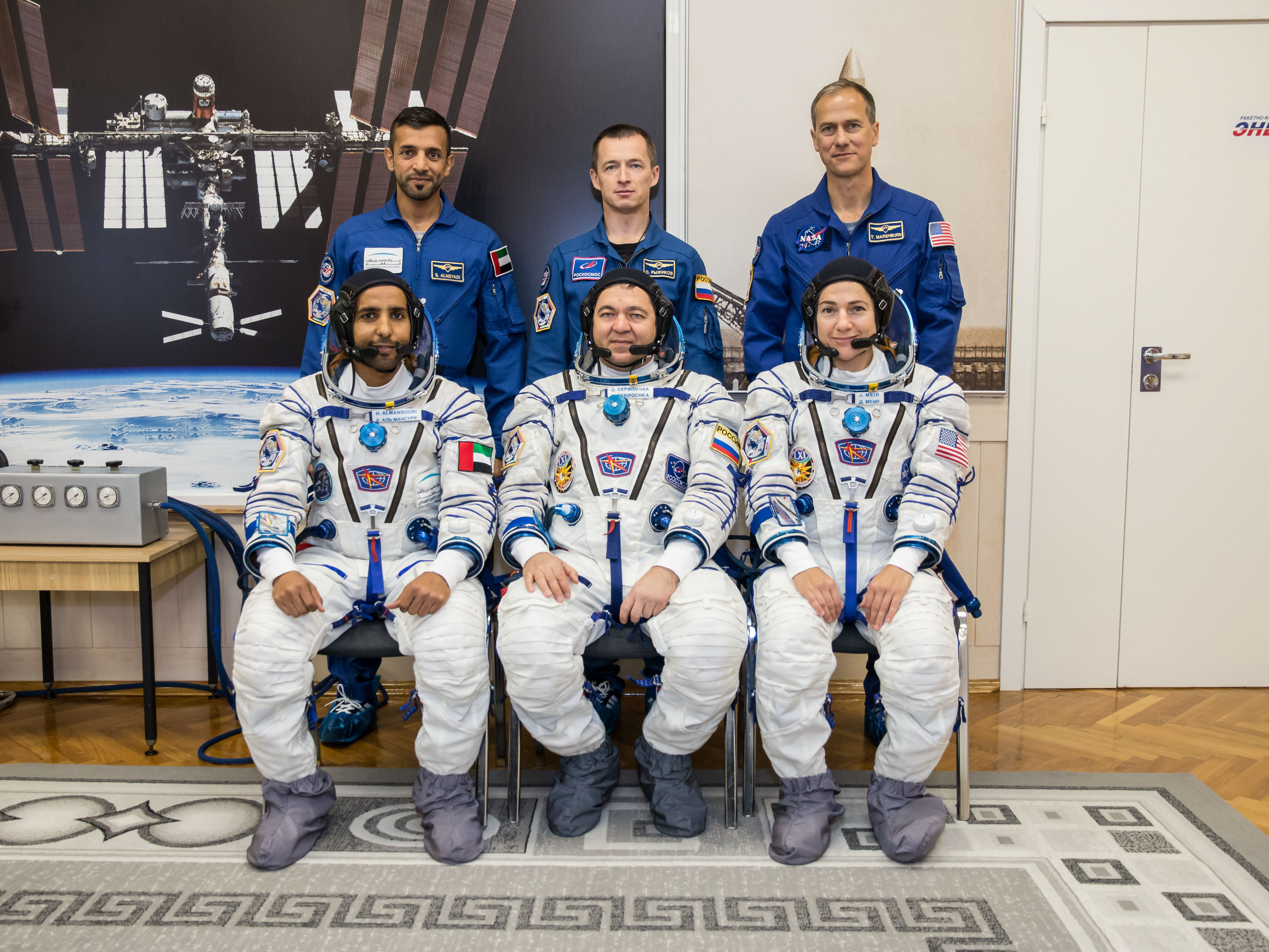
Основний та дублюючий екіпаж
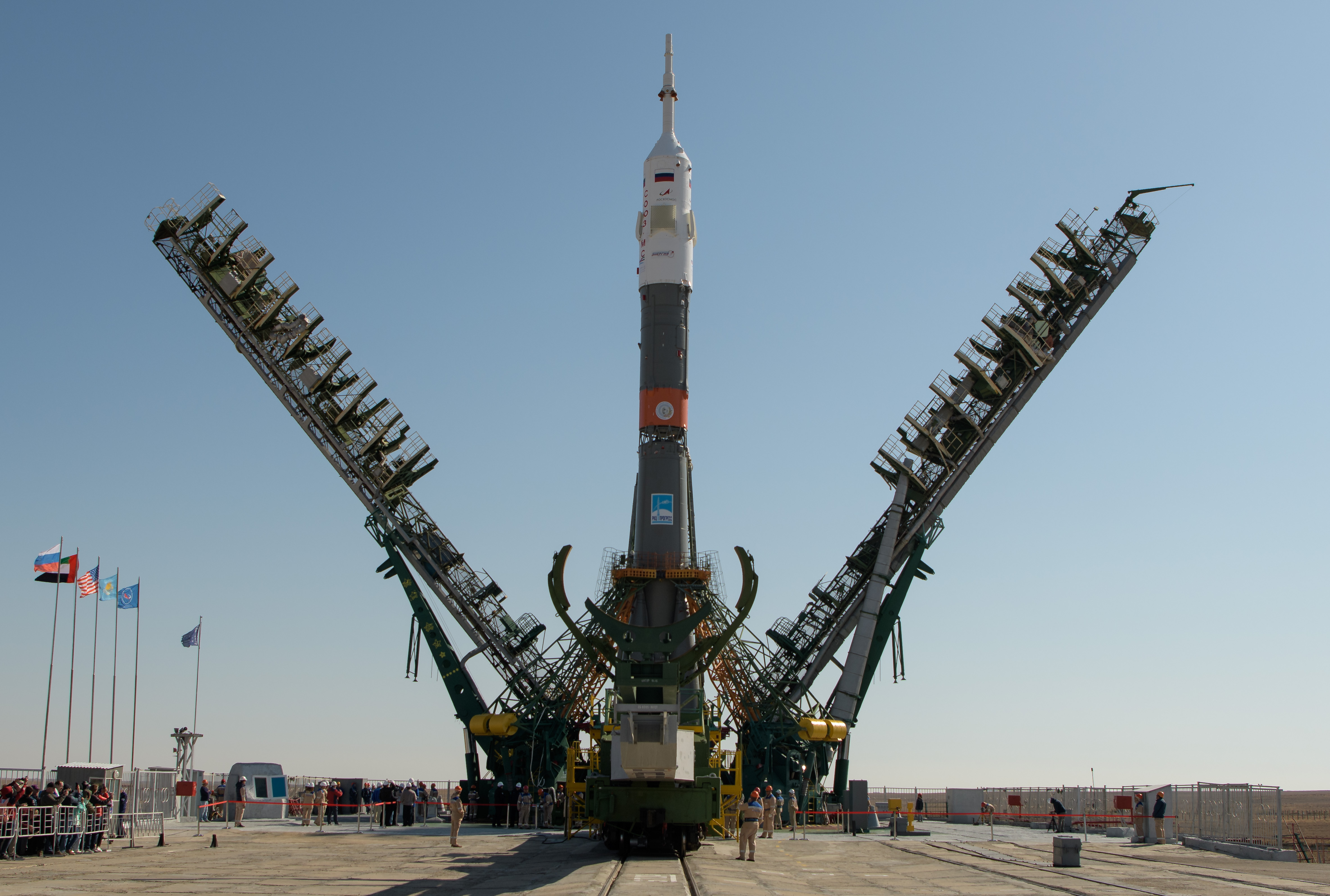
Корабель на стартовому майданчику
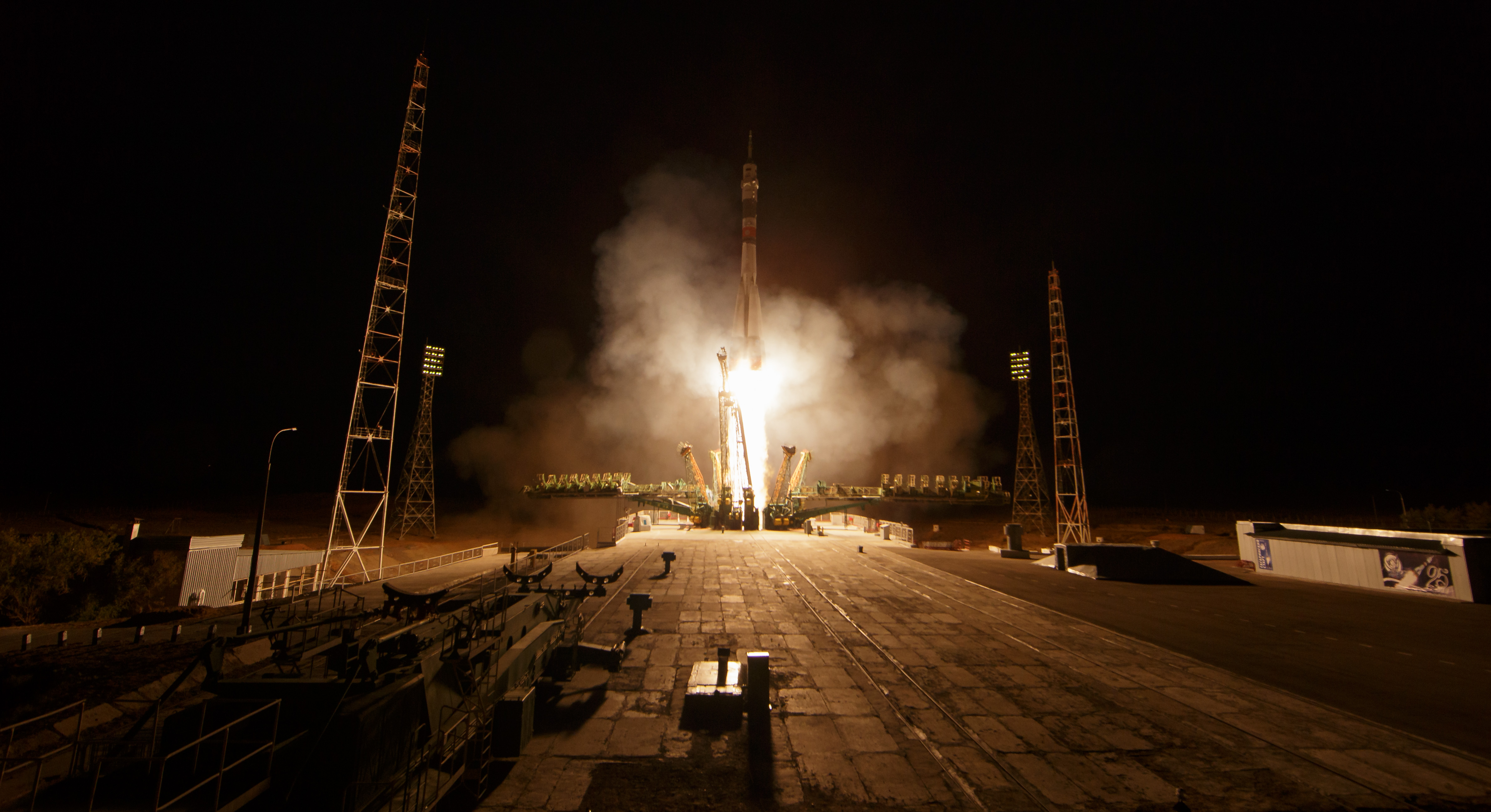
Запуск
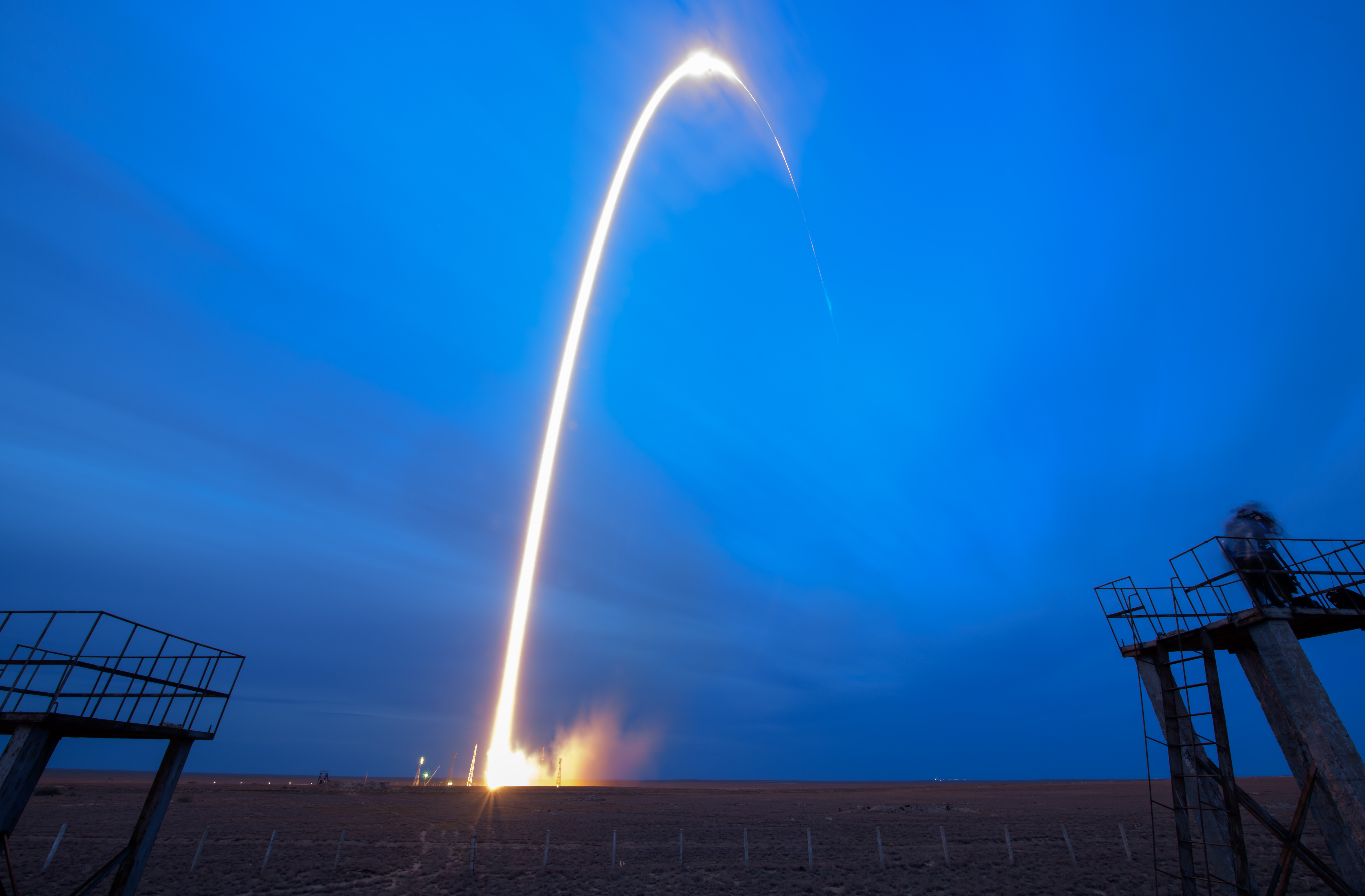
Запуск
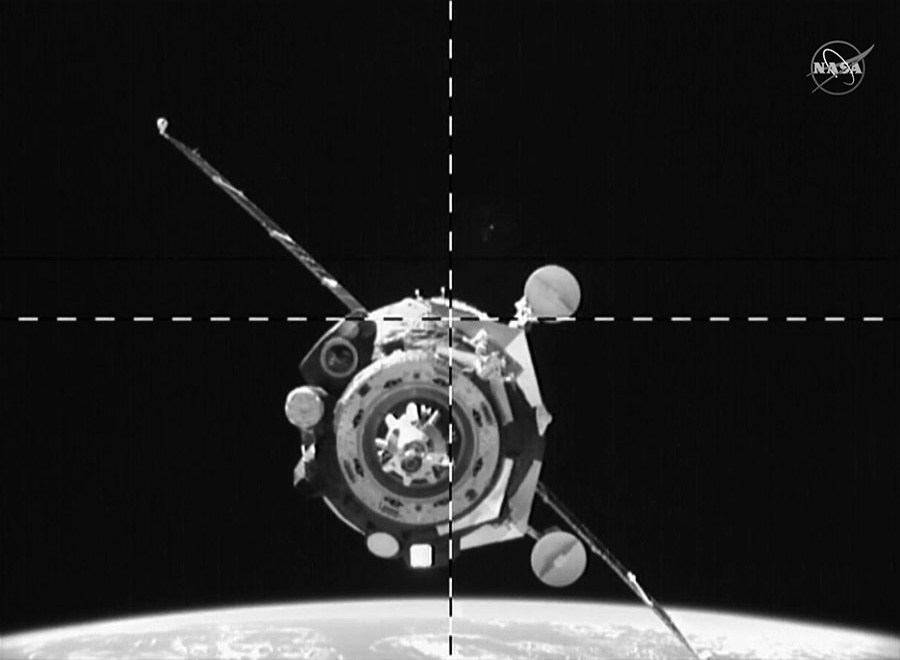
Корабель під час зближення з МКС
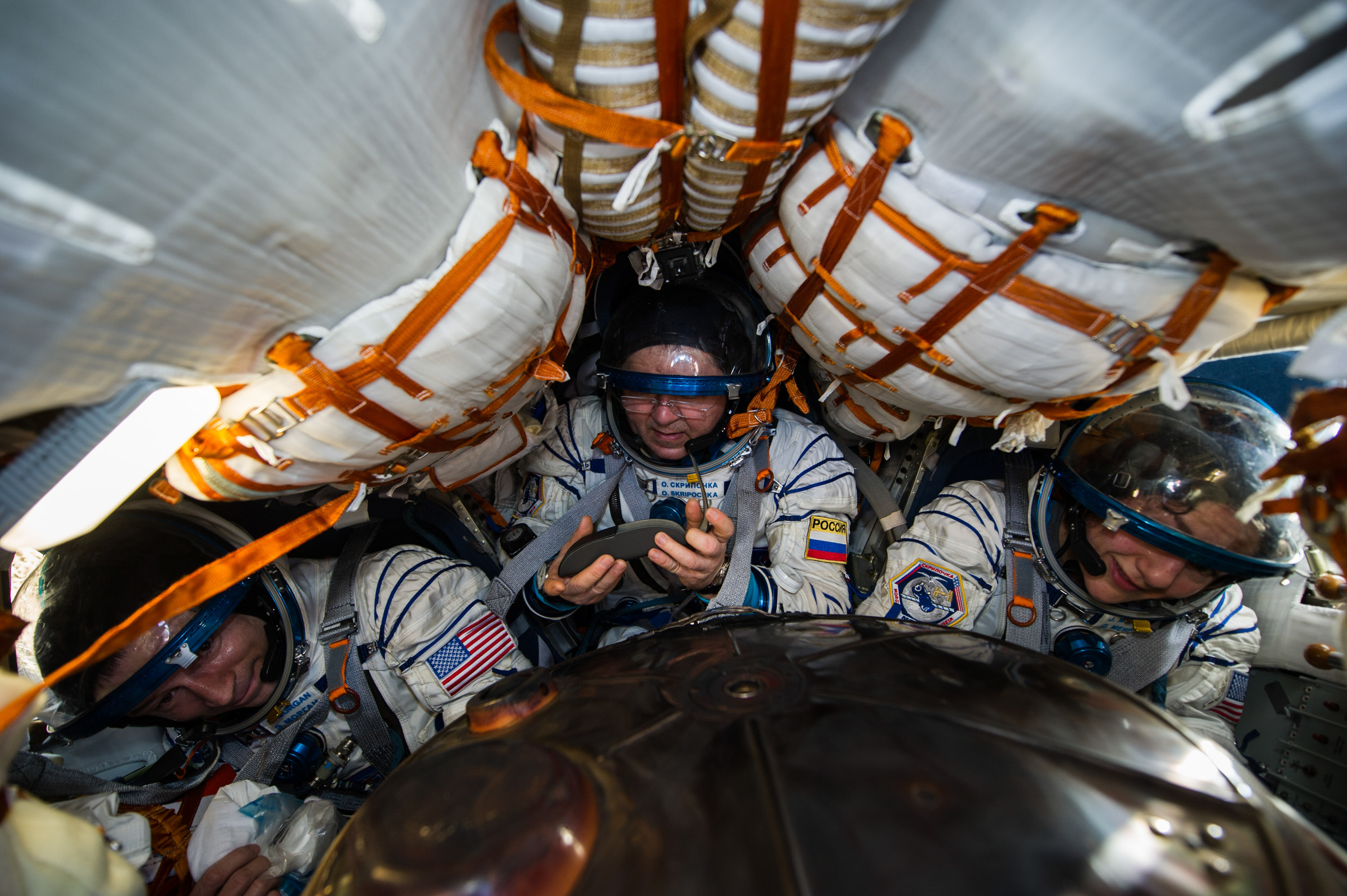
Екіпаж у кораблі перед початком посадки, 17.04.2020
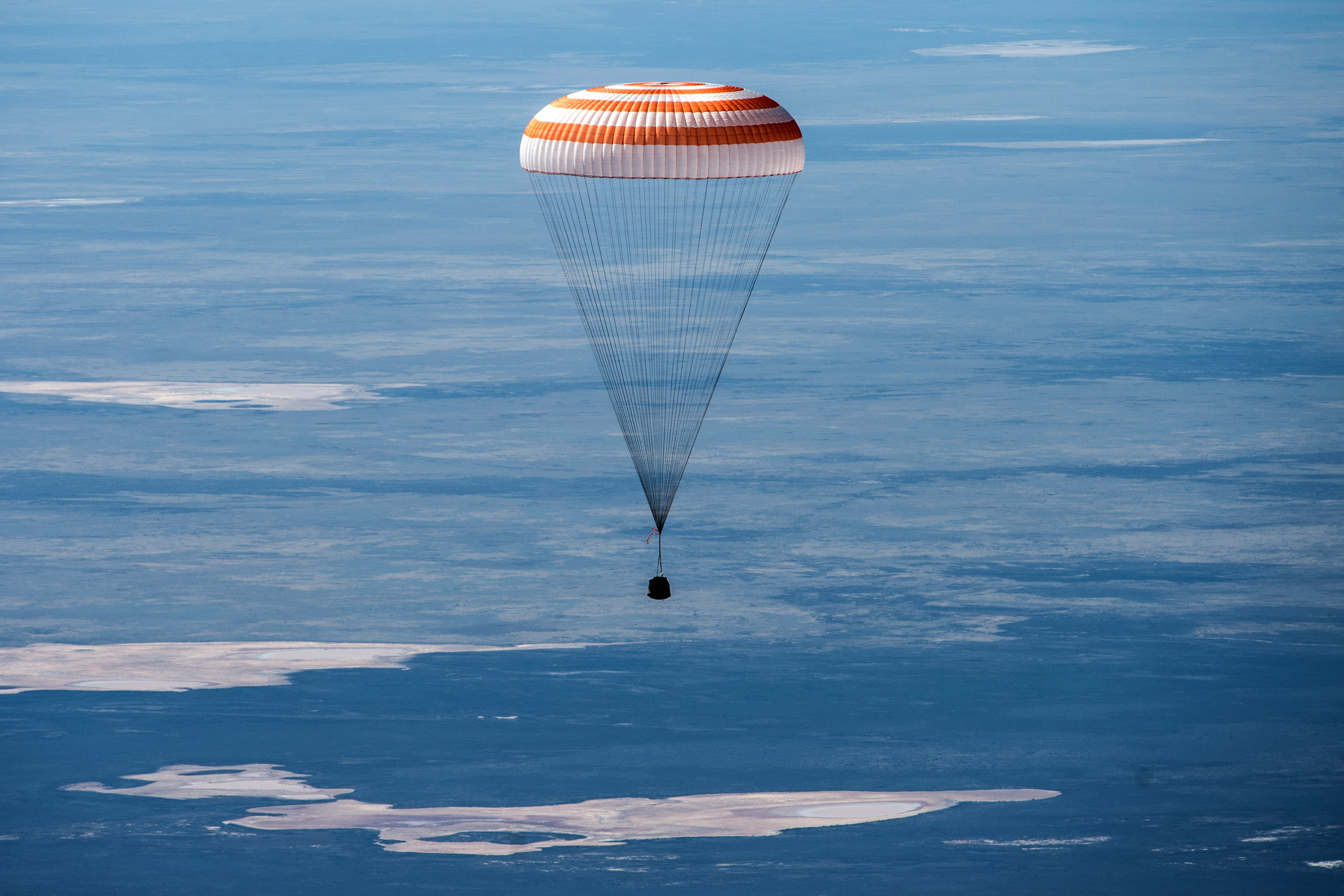
Спускна капсула під час посадки
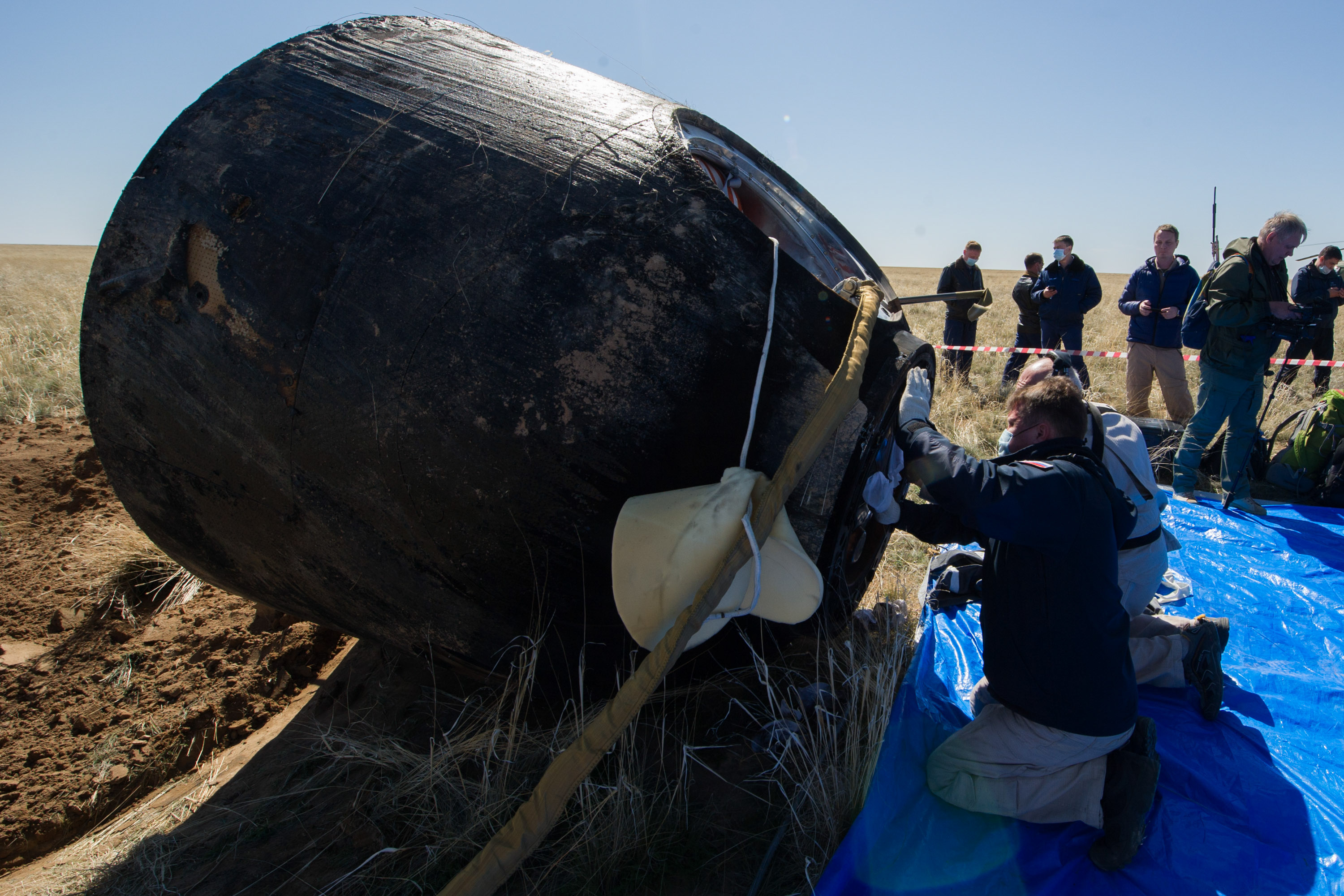
Спускна капсула на землі